# Granico
Il Granìco (detto anche Biga Çayı) (in turco Kocabaş) è un fiume che scorre nella parte nord-occidentale della Turchia.
Nasce alle pendici del Monte Ida e scorre verso nord-est per sfociare nel mar di Marmara.
Presso le rive del fiume, vicino all'attuale città di Biga, ebbe luogo una battaglia combattuta nel maggio del 334 a.C., durante la quale l'esercito macedone di Alessandro Magno sconfisse l'esercito persiano di Dario III. Fu la prima vittoria di Alessandro Magno contro i persiani. Il comandante persiano era un mercenario greco, Memnone di Rodi. Si può affermare che la battaglia si svolse tra greci poiché le forze persiane erano per la maggior parte formate da soldati mercenari greci tranne che per la cavalleria e gli arcieri composti da persiani.